# 대한민국 민법 제860조
대한민국 민법 제860조는 인지의 소급효에 대한 민법 친족상속법 조문이다.

## 조문
제860조(인지의 소급효) 인지는 그 자의 출생시에 소급하여 효력이 생긴다. 그러나 제삼자의 취득한 권리를 해하지 못한다.

## 비교 조문
제1014조 (분할후의 피인지자등의 청구권)상속개시후의 인지 또는 재판의 확정에 의하여 공동상속인이 된 자가 상속재산의 분할을 청구할 경우에 다른 공동상속인이 이미 분할 기타 처분을 한 때에는 그 상속분에 상당한 가액의 지급을 청구할 권리가 있다.

## 판례

### 모자관계에 민법 제860조 단서
- 인지를 요하지 아니하는 모자관계에는 인지의 소급효 제한에 관한 민법 제860조 단서가 적용 또는 유추적용되지 아니한다.[1]

### 민법 제1014조의 제860조 단서와의 관계
- 민법 제1014조는 상속재산의 새로운 분할에 갈음하는 권리를 인정함으로써 피인지자의 이익과 기존의 권리관계를 합리적으로 조정하고자 하는 데 그 목적이 있으며, 따라서 이 조항은 인지의 소급효의 제한에 관한 제860조 단서의 특칙(예외조항)으로서의 의미를 지닌다.[2]

- 피상속인의 생존중에 그로부터 증여받은 상속인의 특별수익은 그 후 피상속인의 사망 이전에 인지된 자에 대한 관계에 있어 민법 제860조 단서가 정하는 제3자가 취득한 권리에 포함된다고 볼 수 없다.[3]

- 피인지자보다 후순위 상속인이 취득한 상속권은 민법 제860조 단서의 제3자의 취득한 권리에 포함시킬 수 없다.[4]

## 참고 문헌
- 오현수, 일본민법, 진원사, 2014. ISBN 978-89-6346-345-2
- 오세경, 대법전, 법전출판사, 2014 ISBN 978-89-262-1027-7
- 이준현 , LOGOS 민법 조문판례집, 미래가치, 2015. ISBN 979-1-155-02086-9

## 같이 보기
- 인지

1. ↑  대법원 2018. 6. 19. 선고 2018다1049 판결
2. ↑  부당이득금반환 [서울중앙지방법원 2005. 6. 14. 선고 2004가합98799 판결: 항소]
3. ↑  [서울지법 북부지원 1990. 7. 12. 선고 88가합6584, 89가합3841(병합) 제1민사부판결 : 항소]
4. ↑  [대법원 1974. 2. 26. 선고 72다1739 판결]